# Live Forever
Live Forever je treći miksani album američkog repera i pjevača Lil Peepa. Objavljen je samostalno 2. prosinca 2015., a ponovno objavljen točno sedam godina kasnije, 2022. godine pod diskografskom kućom AUTNMY na svim streaming platformama. Objavio ga je 2 mjeseca nakon svojeg prvog miksanog albuma Lil Peep; Part One, ispočetka je bio predvođen dvjema singlovima "haunt u" i "flannel", dok su ostala tri singla objavljena posthumno.

## Popis pjesama
| 1.    | »angeldust«                 | 1:51 |
| 2.    | »mirror, mirror«            | 1:43 |
| 3.    | »pick me up (ft. Yunggoth)« | 2:49 |
| 4.    | »nuts (ft. Rainy Bear)«     | 1:25 |
| 5.    | »haunt u«                   | 1:57 |
| 6.    | »vibe«                      | 1:52 |
| 7.    | »live forever«              | 2:40 |
| 8.    | »flannel«                   | 1:58 |
| 9.    | »2008«                      | 1:43 |
| 10.   | »give u the moon«           | 2:19 |
| 20:17 |                             |      |

## Napomene
- Sve su pjesme stilizirane malim slovima.
- "Angeldust" sadrži gitarsku petlju videa "Lovely Guitar Loop Clean" djole94hnsa.
- "Pick me up" upotrebljava Yasmin De Laininu obradu "Climbing Up the Walls" sastava Radiohead.
- "Nuts" upotrebljava "Bright Lights", liste pjesama dokumentarnog filma Jesus Camp sastava Force Theory.
- "Haunt u" upotrebljava "If Time Could Stand Still" Minor2Goa.
- "Vibe" upotrebljava "Eastern Smell of Death" sastava Siculicidium.
- "Live forever" upotrebljava "Just a Boy" Walleatera.
- "Flannel" upotrebljava "The Drowning Man" sastava The Cure.
- "2008" upotrebljava "Coma White" sastava Marilyn Manson.
- "Give u the moon" upotrebljava "Level Head" sastava Wind in Sails.